# Froilán Alama (Las Lomas)
Froilán Alama es un caserío peruano ubicado en el distrito de Las Lomas, perteneciente a la provincia y departamento de Piura, al norte del Perú. 

## Ubicación
Froilán Alama se ubica al norte de la provincia de Piura, en el distrito de Las Lomas, en el departamento de Piura.

## Demografía
En 2017 Froilán Alama tenía una población de 111 habitantes.